# Txepoix
Txepoix (en rus Чепош) és un poble de la República de l'Altai, a Rússia. El 2016 tenia 739 habitants. Txepoix es troba a la vall del riu Katun, a 28 km al nord-oest de Txemal, la seu administrativa de la província.